# Jesus Krist är Herre och Gud
Jesus Krist är Herre och Gud är en psalm med text skriven 1937 av Richard Lörcher och musik skriven 1939 av Martin Krüger. Texten översattes till svenska 1965 av Jan-Eskil Löfkvist. Texten bygger på Matteusevangeliet 25:31-46. Koralsatsen i Herren Lever 1977 är skriven av Torgny Erséus.

## Publicerad i
- Herren Lever 1977 som nummer 821 under rubriken "Fader, Son och Ande - Jesus vår Herre och Broder".[1]